# Soloalbum (Roman)
Soloalbum ist der Debütroman des deutschen Schriftstellers Benjamin von Stuckrad-Barre, der 1998 im Verlag Kiepenheuer & Witsch erschien und der Popliteratur zugerechnet wird. Inhalt des Romans ist eine Liebesgeschichte, in welcher der Protagonist versucht, seine Ex-Freundin zurückzugewinnen.

## Handlung
Zu Beginn des Romans findet sich der namenlose Ich-Erzähler isoliert in seinem Zimmer, während zugleich die, von einer Freundin Katharina kontaktierte, Polizei seine Zimmertür aufbricht. Dem Leser erklärt er daraufhin seine Situation: Katharina, seine Ex-Freundin, habe ihm per Fax die Trennung verkündet. Um sie zu sich zurückzuholen, kontaktiert der Protagonist sie regelmäßig, um sie von ihm zu überzeugen. Seine Situation vergleicht er mit einem Soloalbum.
Nachdem er mit seinem Vorhaben mehrmals scheitert, sucht sich der Erzähler Ablenkung bei seinen Freunden oder indem er sich in seiner Wohnung isoliert. Zwischenzeitlich scheint er die Trennung überwunden zu haben und beginnt eine Beziehung mit einer anderen Frau. Nachdem er von seiner Ex-Freundin im Urlaub kontaktiert wird, schöpft er erneut Hoffnung, wird aber von ihr zurückgewiesen.
Schlussendlich entschließt sich der Protagonist zum Umzug aus Hamburg in eine neue Stadt und Katharina erwähnt er nicht mehr. Das Werk schließt mit einem Konzertbesuch.

## Aufbau und Stil
Der Roman umfasst insgesamt 28 Kapitel, die jeweils nach einem Songtitel der Band Oasis benannt sind. Das Werk teilt sich, ähnlich einer Schallplatte, in eine Seite A und eine Seite B. Die Romanhandlung verläuft chronologisch; Wochentage, Uhrzeiten o. ä. werden nur selten erwähnt. Der Text ist gespickt von inneren Monologen und Appellen an den Leser sowie deskriptiven Erzähl-Passagen des Ich-Erzählers.
Der Schreibstil ist geprägt von Neologismen und umgangssprachlichen Begriffen. Die direkte Rede ist im Text nicht gekennzeichnet. Der Roman ist in der ersten Person Präsens verfasst. Er weist eine interne Fokalisierung auf, die Erzählinstanz ist autodiegetisch.

## Kapitelstruktur
A
1. Roll With lt 
2. Don’t Look Back In Anger
3. D’You Know What I Mean? 
4. Slide Away 
5. Some Might Say
6. Hey Now 
7. Headshrinker 
8. Cigarettes & Alcohol
9. (I Got) The Fever 
10. Stand By Me
11. Be Here Now 
12. Half The World Away
13. Supersonic 
14. It’s Getting Better (Man!!)
B
15. Whatever 
16. I Hope, I Think, I Know 
17. Alive
18. Stay Young 
19. Flashbax 
20. My Big Mouth
21. Step Out
22. Morning Glory
23. The Masterplan 
24. Fade In-Out
25. Live Forever
26. Round Are Way
27. Talk Tonight
28. Rock’n’Roll Star

## Reale Bezüge
Eine Episode des Romans beschreibt eine Podiumsdiskussion zum Thema „Jugendkultur und Medien“, an der der Ich-Erzähler mit Dieter Gorny, Wolf Maahn und Volkmar Kramarz teilnimmt. Eine Diskussion desselben Titels fand 1997 in Marl statt. Der Ich-Erzähler kommentiert außerdem die mediale Rezeption des Unfalltods von Lady Di.

## Rezeption
Dem Roman wurde unter anderem eine Nähe zu Christian Krachts Faserland (1995) attestiert. Nicol Ljubic schreibt im Spiegel:
„Eine Welt, die Christian Kracht in 'Faserland' beschrieben hat: Alte sind Nazis, Studenten Nichtsnutze, und wer die falsche Musik hört, ist eine Konversation nicht wert. Benjamin von Stuckrad-Barres Roman wirkt stellenweise wie ein Plagiat. Eine Geschichte, die durch Oberflächlichkeit und Nicht-Reflexion auffällt, eine statische Geschichte, ohne Handlung, in der Stuckrad-Barre seine Ideologie des Geschmacks ausbreitet. Eine Literatur, die sich vollständig auf Meinung verläßt und die davon ausgeht, die Leser müßten missioniert werden.“
Auch Gerrit Bartels zieht, anlässlich des 20-jährigen Jubiläums, im Tagesspiegel den Vergleich zwischen den zwei Romanen:
„Trotzdem, gerade weil seinerzeit 'Soloalbum' oft neben Christian Krachts drei Jahre zuvor veröffentlichten Debütroman 'Faserland' gelegt wurde: 'Faserland' liest sich wirklich wie ein moderner Klassiker, ganz nowtro, ohne Patina. Wie der Roman eines Autors, von dem dann ja ein Romanwerk folgen sollte. 'Soloalbum' ist mehr eine Momentaufnahme. Die 'Faserland'-Prosa ist im Vergleich feiner, klarer, vollkommener. Überdies hat Krachts Held eine Geschichte, eine Vergangenheit, schleppt Kindheitserinnerungen mit sich herum, und sein Leid wirkt qua Dezenz um einiges glaubwürdiger.“

## Verfilmung
→ Hauptseite: Soloalbum (Film)
Stuckrad-Barres Werk wurde 2003 unter der Regie von Gregor Schnitzler verfilmt. Die Rolle des Erzählers wird verkörpert von Matthias Schweighöfer, Nora Tschirner spielt die Figur der Katharina.

## Ausgaben
- Benjamin von Stuckrad-Barre: Soloalbum. 4. Auflage. Kiepenheuer & Witsch, Köln 1998, ISBN 978-3-462-02769-3.
  - Hörbuch: Ungekürzte Autorenlesung, 2008.